# Kinbergonuphis virgata
Kinbergonuphis virgata är en ringmaskart som först beskrevs av Kristian Fauchald 1980.  Kinbergonuphis virgata ingår i släktet Kinbergonuphis och familjen Onuphidae. Inga underarter finns listade i Catalogue of Life.